# Prix du cinéma suisse de la meilleure actrice

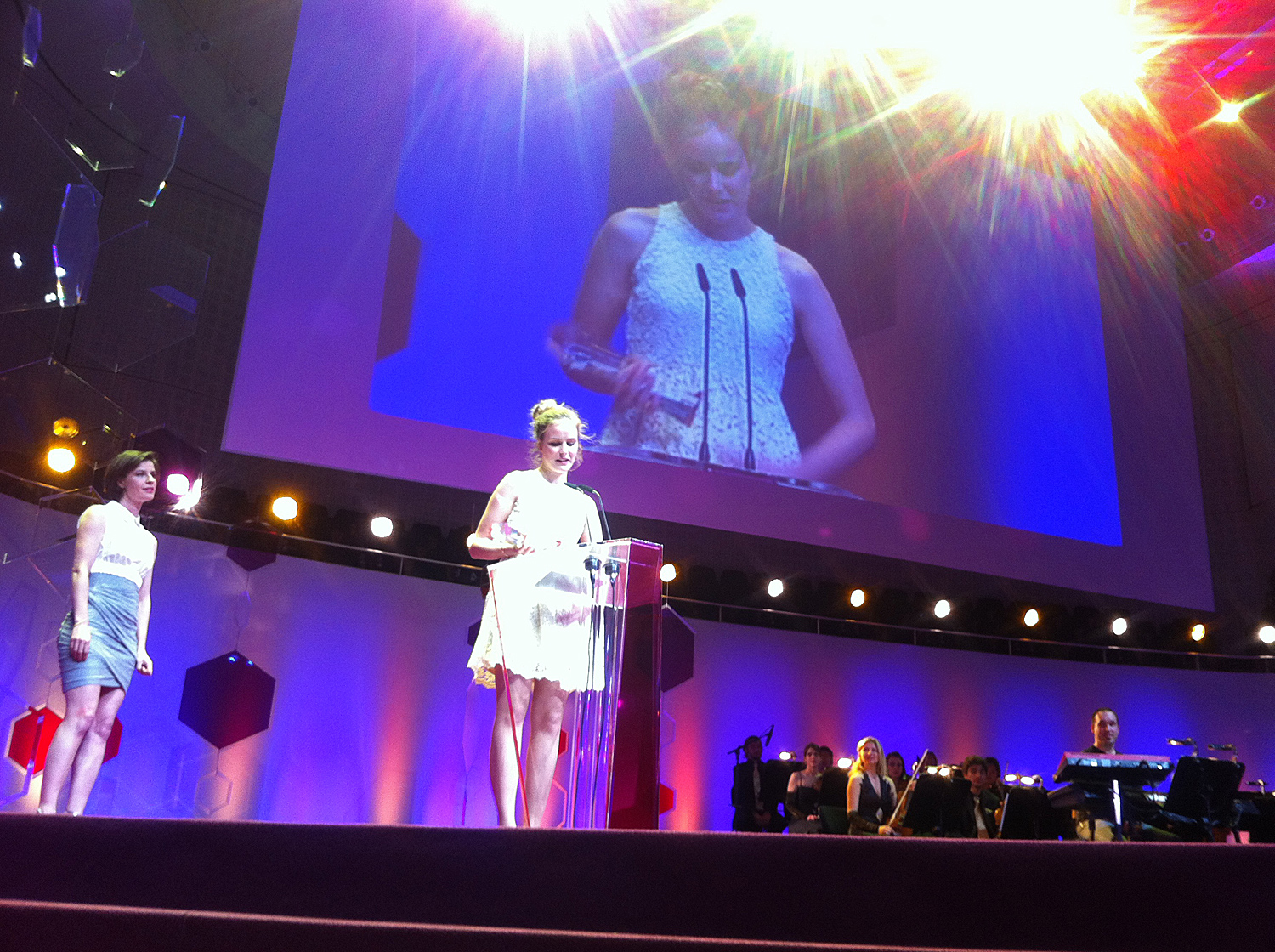
Carla Juri au prix Quartz 2012.

Les lauréates du Prix du cinéma suisse dans la catégorie Meilleure actrice sont :
| Année     | Lauréate                                                                                                  | Film | Nominations |
| --------- | --- | --- | --- |
| 2000      | Delphine Lanza                                                                                            | Attention aux chiens                                                                                      | Alexandra Tiedemann dans Pas de café, pas de télé, pas de sexe Tonia Maria Zindel dans Bill Diamond                 |
| 2001      | Sabine Timoteo                                                                                            | L'Amour, l'Argent, l'Amour                                                                                | Stephanie Glaser dans Komiker Dominique Reymond dans Les Destinées sentimentales                                    |
| 2002      | Andrea Guyer (de) Carol Schuler                                                                           | Lieber Brad (de)                                                                                          | Linda Olsansky dans Happiness Is a Warm Gun Sibylle Canonica dans Chère Martha                                      |
| 2003      | Mona Petri                                                                                                | Füür oder Flamme                                                                                          | Sarah Bühlmann dans Dilemma Eva Scheurer dans Dilemma                                                               |
| 2004–2007 | Nominations et récompenses dans les catégories mixtes Meilleur rôle principal et Meilleur rôle secondaire | Nominations et récompenses dans les catégories mixtes Meilleur rôle principal et Meilleur rôle secondaire | Nominations et récompenses dans les catégories mixtes Meilleur rôle principal et Meilleur rôle secondaire           |
| 2008      | Sabine Timoteo                                                                                            | Nebenwirkungen                                                                                            | Johanna Bantzer dans Der Freund Mona Petri dans Hello Goodbye                                                       |
| 2009      | Céline Bolomey                                                                                            | Du bruit dans la tête                                                                                     | Natacha Koutchoumov dans Un autre homme Alexandra Prusa dans Räuberinnen                                            |
| 2010      | Marie Leuenberger                                                                                         | Die Standesbeamtin                                                                                        | Sunnyi Melles dans La Disparition de Julia (Giulias Verschwinden) Melanie Winiger dans Sinestesia                   |
| 2011      | Isabelle Caillat                                                                                          | All That Remains                                                                                          | Sabine Timoteo dans Sommervögel Linda Olsansky dans Zu zweit                                                        |
| 2012      | Carla Juri                                                                                                | Eine wen iig, dr Dällebach Kari                                                                           | Lisa Brand dans L'Enfance volée (Der Verdingbub) Stephanie Glaser dans Motel                                        |
| 2013      | Sibylle Brunner                                                                                           | Rosie | Mona Petri dans Verliebte Feinde Sabine Timoteo dans Cyanure                                                        |
| 2014      | Ursina Lardi                                                                                              | Traumland                                                                                                 | Sonja Riesen dans Der Goalie bin ig Bettina Stucky dans Traumland                                                   |
| 2015      | Sabine Timoteo                                                                                            | Driften                                                                                                   | Ursina Lardi dans Unter der Haut Sylvie Marinković dans Cure – Das Leben einer Anderen (Cure – The Life of Another) |
| 2016      | Beren Tuna                                                                                                | Köpek (de)                                                                                                | Annina Walt dans Amateur Teens Annina Walt dans Nichts passiert                                                     |
| 2017      | Marie Leuenberger                                                                                         | L'Ordre divin (Die göttliche Ordnung)                                                                     | Liliane Amuat dans Skizzen von Lou Tilde von Overbeck dans Aloys                                                    |
| 2018      | Luna Wedler                                                                                               | Blue My Mind                                                                                              | Loane Balthasar dans Sarah joue un loup-garou Monica Gubser dans Die letzte Pointe                                  |
| 2019      | Judith Hofmann                                                                                            | Der Unschuldige                                                                                           | Julia Föry dans Pearl Sarah Sophia Meyer dans Zwingli                                                               |
| 2020      | Miriam Stein                                                                                              | Moskau Einfach!                                                                                           | Sabine Timoteo dans Tambour battant Beren Tuna dans Al-Shafaq (de)                                                  |
| 2021      | Sarah Spale                                                                                               | Platzspitzbaby                                                                                            | Luna Mwezi dans Platzspitzbaby Rachel Braunschweig dans Spagat                                                      |